# Sergiño Dest
Sergiño Gianni Dest (ur. 3 listopada 2000 w Almere) – amerykański piłkarz pochodzenia holenderskiego, występujący na pozycji prawego obrońcy w holenderskim klubie PSV Eindhoven oraz w reprezentacji Stanów Zjednoczonych.

## Kariera klubowa
Dest to wychowanek holenderskiego klubu Almere City FC, z jego rodzinnej miejscowości. W juniorskich drużynach tego klubu występował w latach 2009–2012. Od 2012 do 2019 występował w juniorskich drużynach Ajaksu. W 2019 roku zadebiutował w seniorskiej drużynie tego klubu. 1 października 2020 FC Barcelona ogłosiła transfer Desta, który po sezonie gry w pierwszej drużynie AFC Ajax przeniósł się do stolicy Katalonii za 21 milionów euro plus 5 milionów zmiennych, podpisując 5-letni kontrakt. 1 września 2022 klub wypożyczył go do Milanu, z opcją wykupienia po sezonie za kwotę 20 milionów euro. 
W sierpniu 2023 zostały wypożyczony na rok do holenderskiej drużyny PSV Eindhoven. W nowym klubie zadebiutował 22 sierpnia w meczu eliminacji do Ligi Mistrzów UEFA z Rangers. Debiutancką bramkę zdobył 17 grudnia w wygranym 4:0 meczu Eredivisie przeciwko Alkmaar.

## Kariera reprezentacyjna
Dest występował w młodzieżowych reprezentacjach Stanów Zjednoczonych U-17 oraz U-20. 7 września 2019 zadebiutował w seniorskiej reprezentacji USA w meczu towarzyskim z reprezentacją Meksyku.

## Statystyki kariery
Stan na 28 czerwca 2025.
| Klub               | Sezon              | Liga               | Liga  | Liga | Puchar kraju | Puchar kraju | Europa | Europa | Inne  | Inne | Suma  | Suma |
| Klub               | Sezon              | Liga               | Mecze | Gole | Mecze        | Gole         | Mecze  | Gole   | Mecze | Gole | Mecze | Gole |
| ------------------ | ------------------ | ------------------ | ----- | ---- | ------------ | ------------ | ------ | ------ | ----- | ---- | ----- | ---- |
| Jong Ajax          | 2018/19            | Eerste divisie     | 17    | 1    | –            | –            | –      | –      | -     | -    | 17    | 1    |
| Jong Ajax          | 2019/20            | Eerste divisie     | 1     | 0    | –            | –            | –      | –      | -     | -    | 1     | 0    |
| Jong Ajax          | Ogólnie            | Ogólnie            | 18    | 1    | –            | –            | –      | –      | –     | –    | 18    | 1    |
| AFC Ajax           | 2019/20            | Eredivisie         | 20    | 0    | 4            | 2            | 10     | 0      | 1     | 0    | 35    | 2    |
| AFC Ajax           | 2020/21            | Eredivisie         | 3     | 0    | 0            | 0            | 0      | 0      | 0     | 0    | 3     | 0    |
| AFC Ajax           | Ogólnie            | Ogólnie            | 23    | 0    | 4            | 2            | 10     | 0      | 1     | 0    | 38    | 2    |
| FC Barcelona       | 2020/21            | Primera División   | 30    | 2    | 3            | 0            | 7      | 1      | 1     | 0    | 41    | 3    |
| FC Barcelona       | 2021/22            | Primera División   | 21    | 0    | 1            | 0            | 9      | 0      | 0     | 0    | 31    | 0    |
| FC Barcelona       | Ogólnie            | Ogólnie            | 51    | 2    | 4            | 0            | 16     | 1      | 1     | 0    | 72    | 3    |
| A.C. Milan (wyp.)  | 2022/23            | Serie A            | 8     | 0    | 1            | 0            | 4      | 0      | 1     | 0    | 14    | 0    |
| A.C. Milan (wyp.)  | Ogólnie            | Ogólnie            | 8     | 0    | 1            | 0            | 4      | 0      | 1     | 0    | 14    | 0    |
| PSV                | 2023/24            | Eredivisie         | 25    | 2    | 2            | 0            | 10     | 0      | -     | -    | 37    | 2    |
| PSV                | 2024/25            | Eredivisie         | 7     | 0    | 0            | 0            | 0      | 0      | -     | -    | 7     | 0    |
| PSV                | Ogólnie            | Ogólnie            | 32    | 2    | 2            | 0            | 10     | 0      | 0     | 0    | 44    | 2    |
| Ogólnie w karierze | Ogólnie w karierze | Ogólnie w karierze | 132   | 5    | 11           | 2            | 40     | 1      | 3     | 0    | 186   | 8    |

## Sukcesy

### AFC Ajax
- Superpuchar Holandii: 2019

### FC Barcelona
- Puchar Króla: 2020/2021

### Indywidualne
- Amerykański Młody Sportowiec Roku: 2019[8]
- Talent roku w AFC Ajax: 2020[9]